# Международный Волошинский конкурс, премия и фестиваль
Международный Волошинский конкурс — проводится ежегодно, начиная с 2003 года. Его организаторами являются Дом-музей М. А. Волошина (Коктебель), Союз российских писателей (Москва), литературный салон «Булгаковский Дом» (Москва), литературный клуб «Классики XXI века» и журнал «Современная поэзия» (Москва).

## История
Конкурс проводится в целях пропаганды творчества М. А. Волошина и поэтов Серебряного века, а также поэтов XX века, писавших о Крыме и Коктебеле; привлечения внимания к судьбе Дома-музея М. А. Волошина и посёлка Коктебель — литературного и историко-культурного музея под открытым небом, к проблеме сохранения Волошинских ландшафтов; выявления и пропаганды лучших литературных произведений современных авторов; интеграции современной литературы России, Украины и Белоруссии и других стран мира в культурные пространства этих стран посредством переводов и личного общения авторов и переводчиков; пропаганды современной литературы с учётом новых технических средств и информационных форматов.
Литературная часть конкурса проводится по нескольким номинациям (поэзия, проза, критика), объявляемым издательствами и известными толстыми литературными журналами, члены редколлегий которых входят впоследствии и в жюри конкурса. В разные годы Международный Волошинский конкурс сотрудничал с такими журналами как «Интерпоэзия», «Октябрь», «Дружба народов», «День и ночь», «Новый мир», «Дети Ра», «Современная поэзия», «Новый Берег» (Копенгаген), литературно-краеведческом альманахе «Крымский альбом» (Феодосия-Москва) и другими литературными изданиями.
В 2010 году в рамках 8-го международного Волошинского конкурса впервые был расширен его формат от чисто литературного конкурса к конкурсу, интегрирующему разные виды искусств, объявлением номинации в жанре видеопоэзии (видеоклип на стихотворение современного автора), с тех пор ставшей на конкурсе традиционной.
Начиная с 2011 года при поддержке Международной театрально-драматургической программы «Премьера PRO» конкурс проводится также и в жанре драматургии.
В 2012 году в рамках 10-го международного Волошинского конкурса издательством «Воймега» была впервые объявлена номинация под названием «При жизни быть не книгой, а тетрадкой…» на лучшую рукопись неизданной поэтической книги. Победителем в ней стал Станислав Ливинский, чья книга «А где здесь наши?» была выпущена вышеозначенным издательством.
Лауреатами и дипломантами конкурса в разные годы становились Кирилл Ковальджи, Андрей Нитченко, Лена Элтанг, Мария Ватутина, Мария Маркова, Ната Сучкова и др.

### Конкурс в 2013 году
Международный Волошинский конкурс в 2013 году посвящён памяти Этери Басария и Юрия Каплана.
Продолжая развивать линию взаимопроникновения и интеграции различных видов искусств, помимо уже традиционных поэтических, прозаических, драматургических номинаций, номинации в жанре видеопоэзии, организаторами конкурса объявлена новая номинация, теперь и в жанре фотопоэзии (фотопрочтение стихотворения современного поэта).

### 2019
В 2019 году конкурс, посвящённый 100‑летию со дня рождения поэта Бориса Слуцкого (1919–1986), проводился в Севастополе. Андрей Коровин заявил о крайне неблагоприятной экологической обстановке в Коктебеле и о том, что конкурс будет теперь перемещаться по Крыму, "неся идеи Волошина и собственное творчество всем жителям и гостям полуострова".

#### Некоторые события фестиваля
- круглый стол «Современная российская литература и ее читатели».
- традиционный для фестиваля открытый творческий конкурс «Турнир поэтов».
- поэтический вечер «Севастополю – с любовью!».
- в Коктебеле: «Приношение Цветаевского фестиваля поэзии – Волошинскому».
- творческий вечер «Я вернулся к друзьям…» к 100‑летию поэта Алексея Фатьянова.
- 60-летие  со дня рождения Валерия Прокошина.
- традиционные презентации поэтического альманаха‑навигатора Союза российских писателей (СРП) «Паровозъ» и литературного альманаха СРП «Лед и пламень».
- вечер литераторов Красноярска.
- с участием музыканта Александра Фагота Александрова представлена поэтическая книга «Голодное ухо» Андрея Коровина.
- концерт «Музыка на улице» Алексея Воронина.

Всего состоялось более 40 мероприятий.

## Премия
Международная литературная Волошинская премия была учреждена в 2008 году в память о Максимилиане Александровиче Волошине — выдающемся поэте, художнике, переводчике, литературном и художественном критике и мыслителе, Домом-музеем М. А. Волошина Заповедника «Киммерия М. А. Волошина», Союзом российских писателей, литературным салоном «Булгаковский Дом», литературным клубом «Классики XXI века», журналом культурного сопротивления «ШО» и Благотворительным фондом поддержки современной русской поэзии «Реальный процесс». Премия вручается ежегодно, количество номинаций премии и премируемых авторов определяются Оргкомитетом премии на текущий год, исходя из денежного фонда премии. Премия присуждается в таких номинациях, как «Лучшая поэтическая книга прошедшего года», «За сохранение традиций русской поэзии», «За вклад в культуру» и др.

## Фестиваль
По итогам конкурса в Коктебеле проводится фестиваль «Волошинский сентябрь».
В его рамках проходит объявление и награждение лауреатов и финалистов конкурса и премии текущего года. Проводятся творческие семинары и мастерские, международный пленэр художников «Коктебель», публичные выступления поэтов и прозаиков и мн. др.
Основной целью проведения фестиваля является возрождение творческого духа на так называемой территории Киммерии Максимилиана Волошина.
На протяжении всех лет существования конкурса, премии и фестиваля их координатором является известный поэт и культуртрегер Андрей Коровин.

## Сотрудничество
Информационную поддержку конкурса осуществляют портал «Всемирная Литафиша», портал «Поэзия.ру», журнал культурного сопротивления «ШО».